# فرودگاه فورت نلسون

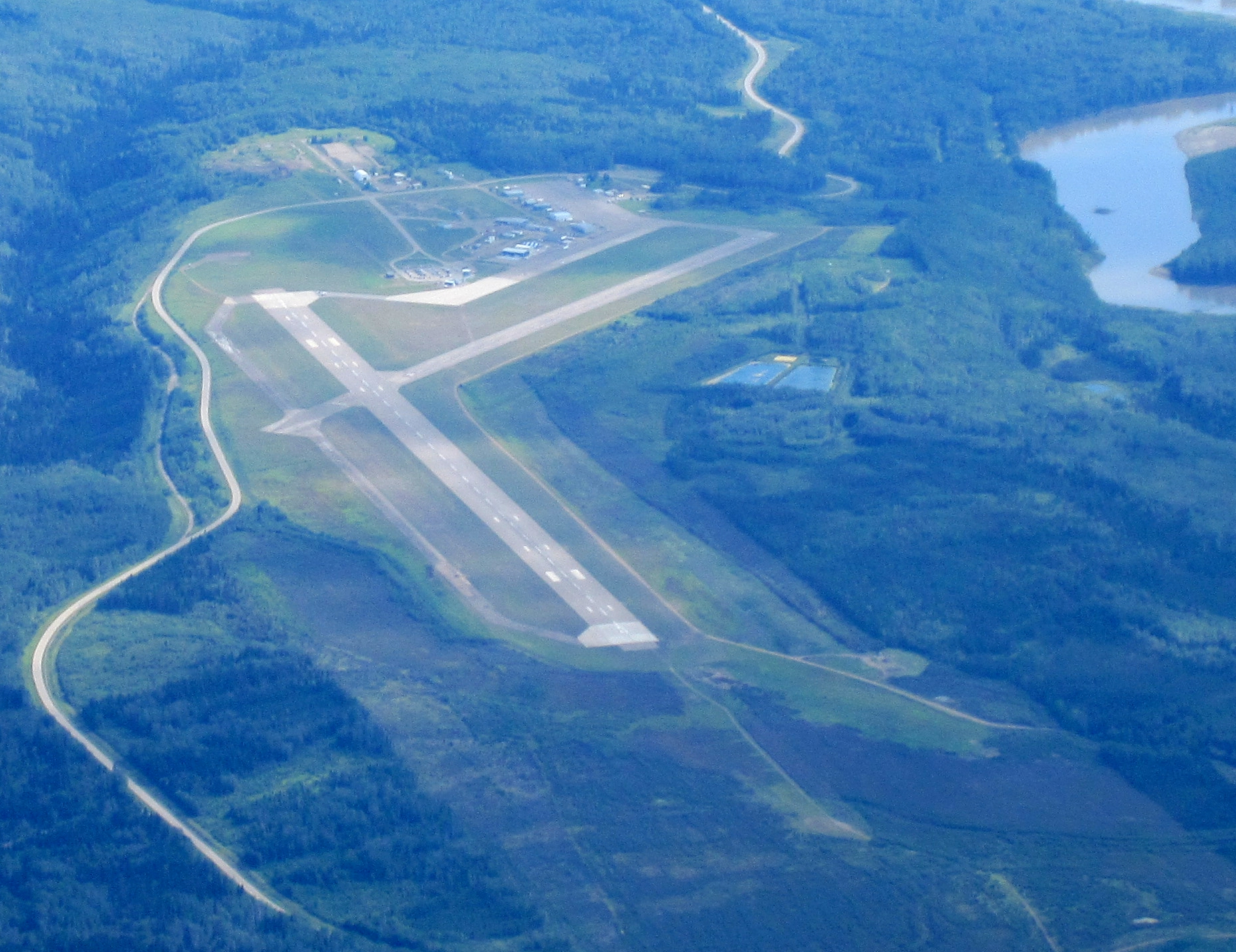
فرودگاه فورت نلسون

فرودگاه فورت نلسون (به انگلیسی: Fort Nelson Airport) یک فرودگاه همگانی باربری با کد یاتا YYE است که یک باند فرود آسفالت دارد و طول باند آن ۱٬۹۵۱ متر است. این فرودگاه در کشور کانادا قرار دارد و در ارتفاع ۳۸۲ متری از سطح دریا واقع شده است.

## شرکت‌های هواپیمایی و مقصدهای پروازی
| شرکت‌های هواپیمایی    | مقصدهای پروازی                                 |
| -------------------- | ---------------------------------------------- |
| Central Mountain Air | Dawson Creek، فورت سینت جان، پرینس جرج، ونکوور |
| Flair Airlines       | چارتر: کلونا، ونکوور، ویکتوریا، سی‌اف‌بی کوموکس  |